# Vizsla

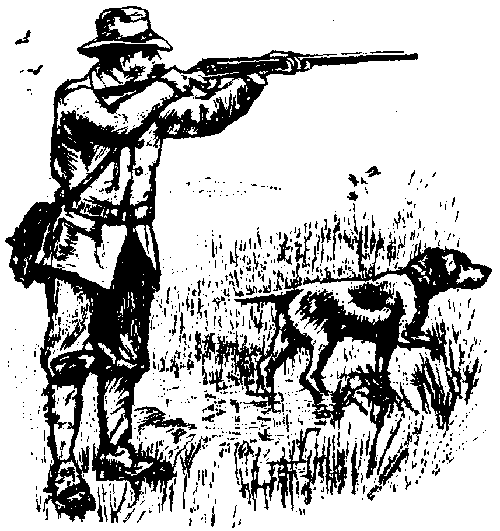
Vadászat közben

A vizslák a leggyakrabban használt vadászkutyák. Mindegyikükre vonatkozik, hogy a vadásznak megmutatják az általuk észlelt vadat. Ezt angolul „pointing”-nak (jelentése: mutatás) nevezik. Ilyenkor némán felveszik a jelzőpózt. Ez a jelzőpóz általában az egyik mellső láb felemelését jelenti, a fej és a farok mozdulatlanul a hát vonalával van egy síkban. A testbeszédükkel a vad felé mutatnak. 
Miután a kutya megmutatta a vadat, a vadász előkészülhet a lövéshez és célba veheti azt. A vizslák speciálisan erre lettek kiképezve. Nekik nem szabad a vadat elejteni. Ezt csak a vadász teheti meg. Ez a képesség egy született adottságuk. Ez nem jelenti azt, hogy nem kell kiképezni őket. Igen sokoldalúak, jól dolgoznak vízi vadászatokon is. Középtermetűek, arányosak, szikárak, nagy lelógó fülük van. Élénkek, mégis kiegyensúlyozottak, szaglásuk kiváló, intelligensek és tanulékonyak. Számtalan fajtájukat tenyésztik, Magyarországon a tíz legkedveltebb kutyafajta között vannak a vizslák.

## A fajta beosztása
Az FCI szerint: 7. csoport vizslák és szetterek
| Kép a fajtáról | A fajta magyar neve      | A neve hazájában                    | Származási ország | Marmagasság                                                                                         | Testtömeg                        |
|                | Burgosi vizsla           | Perdiguero de Burgos                | Spanyolország     | 66-76 cm                                                                                            | 23-32 kg                         |
|                | Drótszőrű német vizsla   | Deutsch Drahthaar                   | Németország       | 61-68 cm (kanok), 57-64 cm (szukák)                                                                 |                                  |
|                | Pointer                  | Pointer                             | Nagy-Britannia    | 63-69 cm (kanok), 61-66 cm (szukák)                                                                 |                                  |
|                | Portugál vizsla          | Perdiguero portugues                | Portugália        | 50-56 cm                                                                                            | 23,5 kg                          |
|                | Szlovák drótszőrű vizsla | Slovensky Hruborsty Stavac          | Szlovákia         | 68 cm                                                                                               |                                  |
|                | Rövidszőrű magyar vizsla |                                     | Magyarország      | 57-64 cm (kan), 53-60 cm (szuka)                                                                    | 22-30 kg                         |
|                | Rövidszőrű német vizsla  | Deutsch Kurzhaar                    | Németország       | 62-66 cm (kan), 58-63 cm (szuka)                                                                    |                                  |
|                | Pudelpointer             | Pudelpointer                        | Németország       | 60-68 cm (kan), 55-63 cm (szuka)                                                                    |                                  |
|                | Francia vizsla           | Braque français                     | Franciaország     | Gascognei típus:58-69 cm (kan), 56-68 cm (szuka); pireneusi típus: 44-56 cm (kan), 47-56 cm (szuka) |                                  |
|                | Olasz vizsla             | Bracco italiano                     | Olaszország       | 58-67 cm (kan), 55-62 cm (szuka)                                                                    | 25-40 kg                         |
|                | Ősi dán vizsla           | Gammel Dansk Hønsehund              | Dánia             | 54-60 cm, ideális 56 cm (kan); 50-56 cm (szuka)                                                     | 30-35 kg (kan), 26-31 kg (szuka) |
|                | Olasz griffon            | Spinone Italiano                    | Olaszország       | 60-70 cm (kan), 58-65 cm (szuka)                                                                    | 32-37 kg (kan), 28-30 kg (szuka) |
|                | Saint Germain-i vizsla   | Braque Saint Germain                | Franciaország     | 56-62 cm (kan), 54-59 (szuka)                                                                       |                                  |
|                | Drótszőrű magyar vizsla  |                                     | Magyarország      | 58-62 cm (kan), 54-58 cm (szuka)                                                                    |                                  |
|                | Drótszőrű griffon        | Griffon d’arrêt à poil dur Korthals | Franciaország     | 55-60 cm (kan), 50-55 cm (szuka)                                                                    |                                  |
|                | Cseh szálkásszőrű vizsla | Český fousek                        | Csehország        | 60-66 cm (kan), 58-62 cm (szuka)                                                                    | 28-34 kg (kan), 22-28 kg (szuka) |

Weimari vizsla